# Pamendanga fasciata
Pamendanga fasciata är en insektsart som först beskrevs av Walker 1870.  Pamendanga fasciata ingår i släktet Pamendanga och familjen Derbidae. Inga underarter finns listade i Catalogue of Life.